# Sewellia
Sewellia és un gènere de peixos de la família dels balitòrids i de l'ordre dels cipriniformes.

## Taxonomia
- Sewellia albisuera (Freyhof, 2003)[2]
- Sewellia breviventralis (Freyhof & Serov, 2001)[3]
- Sewellia diardi (Roberts, 1998)[4]
- Sewellia elongata (Roberts, 1998)[4]
- Sewellia lineolata (Valenciennes, 1846)[5][6]
- Sewellia marmorata (Serov, 1996)[7]
- Sewellia patella (Freyhof & Serov, 2001)[8]
- Sewellia pterolineata (Roberts, 1998)[4]
- Sewellia speciosa (Roberts, 1998)[4][9][10][11][12][13][14]